# Douglas Indian Reserve 8
Douglas Indian Reserve 8 är ett reservat i Kanada.   Det ligger i provinsen British Columbia, i den södra delen av landet, 3 500 km väster om huvudstaden Ottawa.
I omgivningarna runt Douglas Indian Reserve 8 växer i huvudsak barrskog. Trakten runt Douglas Indian Reserve 8 är nära nog obefolkad, med mindre än två invånare per kvadratkilometer.